# Dzień Ziemi
Dzień Ziemi (ang. Earth Day), znany też jako Światowy Dzień Ziemi lub Międzynarodowy Dzień Ziemi – akcje prowadzone corocznie wiosną, których celem jest promowanie postaw proekologicznych w społeczeństwie. Organizatorzy Dnia Ziemi chcą uświadomić politykom i obywatelom, jak kruchy jest ekosystem planety ludzi. Na obchody składa się zwykle wiele wydarzeń organizowanych przez różnorodne instytucje. 

May there only be peaceful and cheerful Earth Days to come for our beautiful Spaceship Earth as it continues to spin and circle in frigid space with its warm and fragile cargo of animate life.
Oby nadchodzące Dni Ziemi były spokojne i pogodne dla naszego pięknego statku kosmicznego, jakim jest nasza planeta w miarę jak kręci się oraz krąży w mroźnej przestrzeni ze swoim ciepłym i wrażliwym ładunkiem ożywionej natury.

## Historia

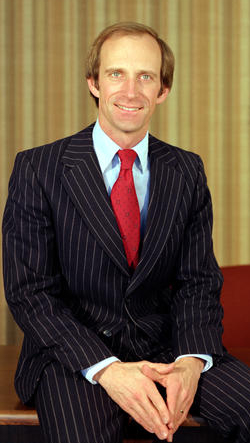
Denis Hayes

Dzień Ziemi obchodzony jest 22 kwietnia. Współcześnie podkreśla się, że jest to dzień swoistej równowagi mogącej pomóc w odrzuceniu wzajemnych różnic między ludźmi odmiennych ras i religii. Niezależnie od wyznawanej wiary czy przynależności etnicznej, wszyscy przedstawiciele Homo sapiens dzielą między siebie tę samą planetę, która - według organizatorów Dnia Ziemi - jest naszym wspólnym dobrem.
Jako pierwszy z ideą obchodzonego na całym świecie Dnia Ziemi wystąpił John McConnell (ur. 1915), na konferencji UNESCO, dotyczącej środowiska naturalnego w 1969 r. Pierwszy raz Dzień Ziemi został ogłoszony 21 marca 1970 r. przez burmistrza San Francisco, Josepha Alioto. 
Ideę poparł Sekretarz Generalny ONZ, U Thant. 26 lutego 1971 r. podpisał proklamację, w której wyznaczył równonoc wiosenną jako moment, w którym Narody Zjednoczone obchodzą Dzień Ziemi.
W momencie kiedy Słońce przechodzi w Gwiazdozbiór Barana, w siedzibie ONZ w Nowym Jorku rozbrzmiewa Dzwon Pokoju (ang. Peace Bell). Ma to zwykle miejsce 20 lub 21 marca.
Niezależnie od tego w 2009 roku dzień 22 kwietnia został ogłoszony przez Zgromadzenie Ogólne ONZ, jako Międzynarodowy Dzień Matki Ziemi. Pierwsze obchody odbyły się w 2010 roku.

## Dzień Ziemi w USA

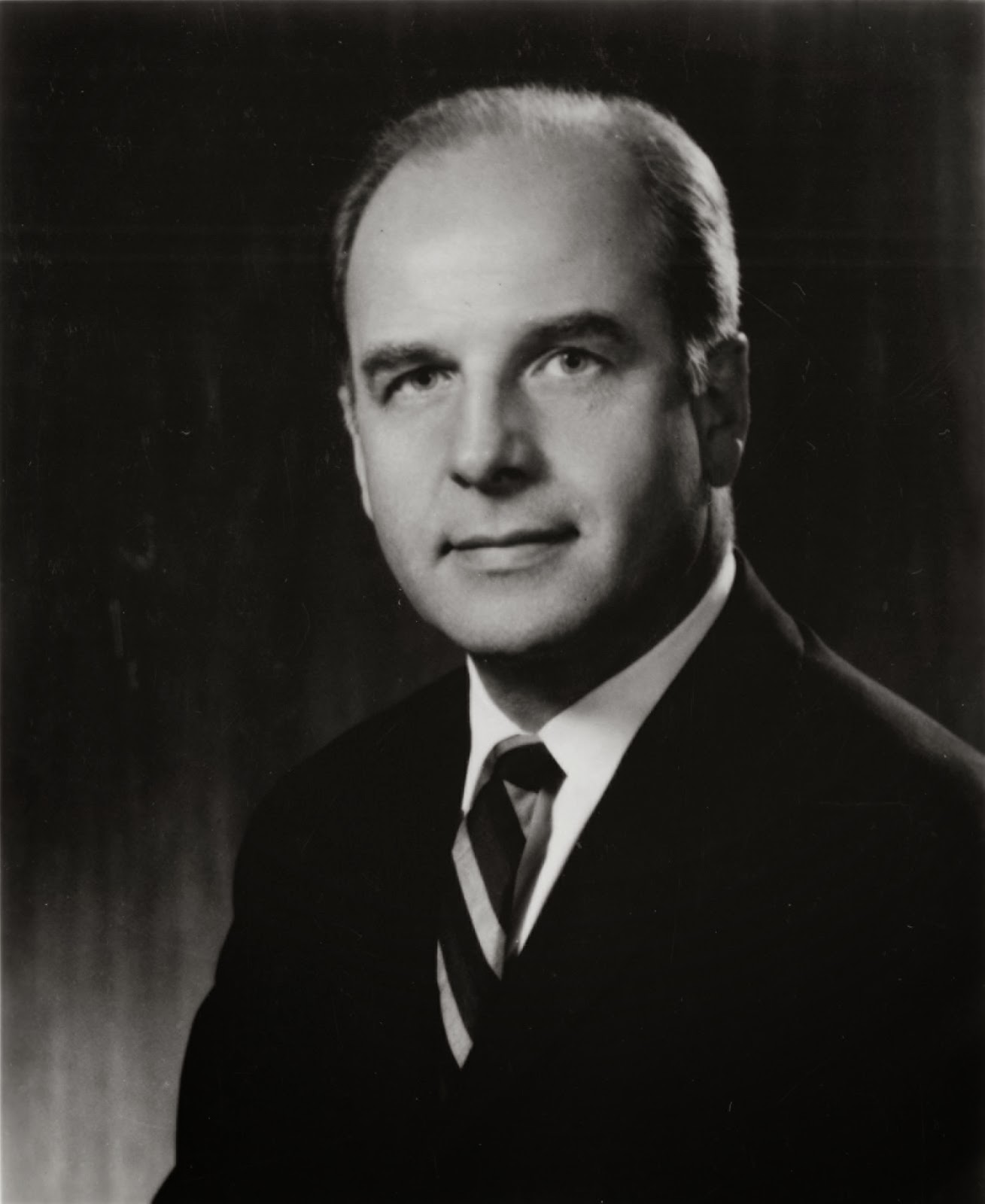
Gaylord Nelson

### Inicjatywa oddolna
W styczniu 1970 roku propagatorzy z nurtów proekologicznych postanowili nazwać organizowane 22 kwietnia akcje również Dniem Ziemi. Sukces tego pomysłu stał się zaczynem dorocznych obchodów, które wypromował Gaylord Nelson, amerykański senator wspierający ochronę środowiska. Nelson postanowił wykorzystać aktywność studentów z okresu lat 70., aby nadać akcji nową jakość. Za koordynację działań wśród młodzieży odpowiedzialny był świeżo upieczony absolwent Uniwersytetu Stanford, Denis Hayes, kończący w tym czasie drugi kierunek na Uniwersytecie Harvarda.
W latach 70. aktywność polityczna studentów budziła żywe zainteresowanie mediów. W odpowiedzi na te działania powstał swoisty ruch oddolnego poparcia. W efekcie ponad 20 milionów przedstawicieli młodzieży wzięło udział w szeregu akcji na terenie całych Stanów Zjednoczonych. W roku 1970 w obchodach Dnia Ziemi wzięli udział studenci z 2 tys. uczelni oraz 10 tys. szkół.

### Krytyka
Z czasem liderzy, którzy wypromowali Dzień Ziemi, przyjęli bardziej pragmatyczne stanowisko. Jednak w społeczeństwie pojawiło się wiele organizacji, które wykorzystywały Dzień Ziemi jako okazję do promowania zmian w ustawodawstwie oraz rozpowszechniania postaw proekologicznych wśród Amerykanów. Krytycy współczesnego Dnia Ziemi podkreślają, że został on strywializowany, a większości współczesnych mieszkańców USA kojarzy się z 30-sekundową migawką w telewizji pokazującą dzieci szkolne zbierające śmieci lub sadzące drzewka.
Jako przykład rozmieniania idei na drobne, krytycy podawali obchody 30. rocznicy pierwszego Dnia Ziemi w roku 2000 w USA. Hayes wybrał na rzecznika akcji aktora DiCaprio. Niektórzy krytycy wytknęli aktorowi, że swoją męskość lubi podkreślać ogromnym samochodem terenowym, który produkuje znacznie więcej spalin, niż pojazd osobowy. DiCaprio przypomniano też, jak w roku 1999 podczas kręcenia filmu „Niebiańska Plaża” (ang. The Beach) na terenie parku narodowego w Tajlandii stał się wraz z ekipą filmową celem protestów miejscowych działaczy ruchów ekologicznych.